# 신현여자중학교
신현여자중학교(新峴女子中學校)는 대한민국 인천광역시 서구 신현동에 있는 공립 중학교이다.

## 학교 연혁
- 1993년 2월 26일 : 신현여자중학교 설립인가(13학급)
- 1993년 3월 1일 : 초대 김기영 교장 취임
- 1996년 2월 15일 : 제1회 졸업식 686명
- 2021년 3월 2일 : 제11대 윤병이 교장 취임
- 2024년 1월 10일 : 제29회 졸업생 124명 졸업(누계 9,643명)
- 2024년 3월 4일 : 신입생 105명 입학(5학급)

## 참고 자료
- 신현여자중학교 - 한국교육학술정보원 학교알리미